# Живой мост (Старая Русса)
Живой мост — мост через реку Полисть в городе Старая Русса Новгородской области.

## История
Живой мост расположен в самом центре Старой Руссы.
На этом участке реки Полисть русло её наиболее узко; переправа на этом месте играла важную роль в сообщении городских районов с противоположных берегов и была известна под названием Ужинский перевоз.
Мост был «наплавным», то есть составленным из плотов, плавающих на воде. Предполагается, что название «живой» он получил именно потому, что качался при движении по нему.
Точная дата постройки наплавного моста неизвестна, однако в городском архиве есть запись от 18 марта 1792 года, в которой сообщается, что городская казна выделила 350 рублей на его починку.

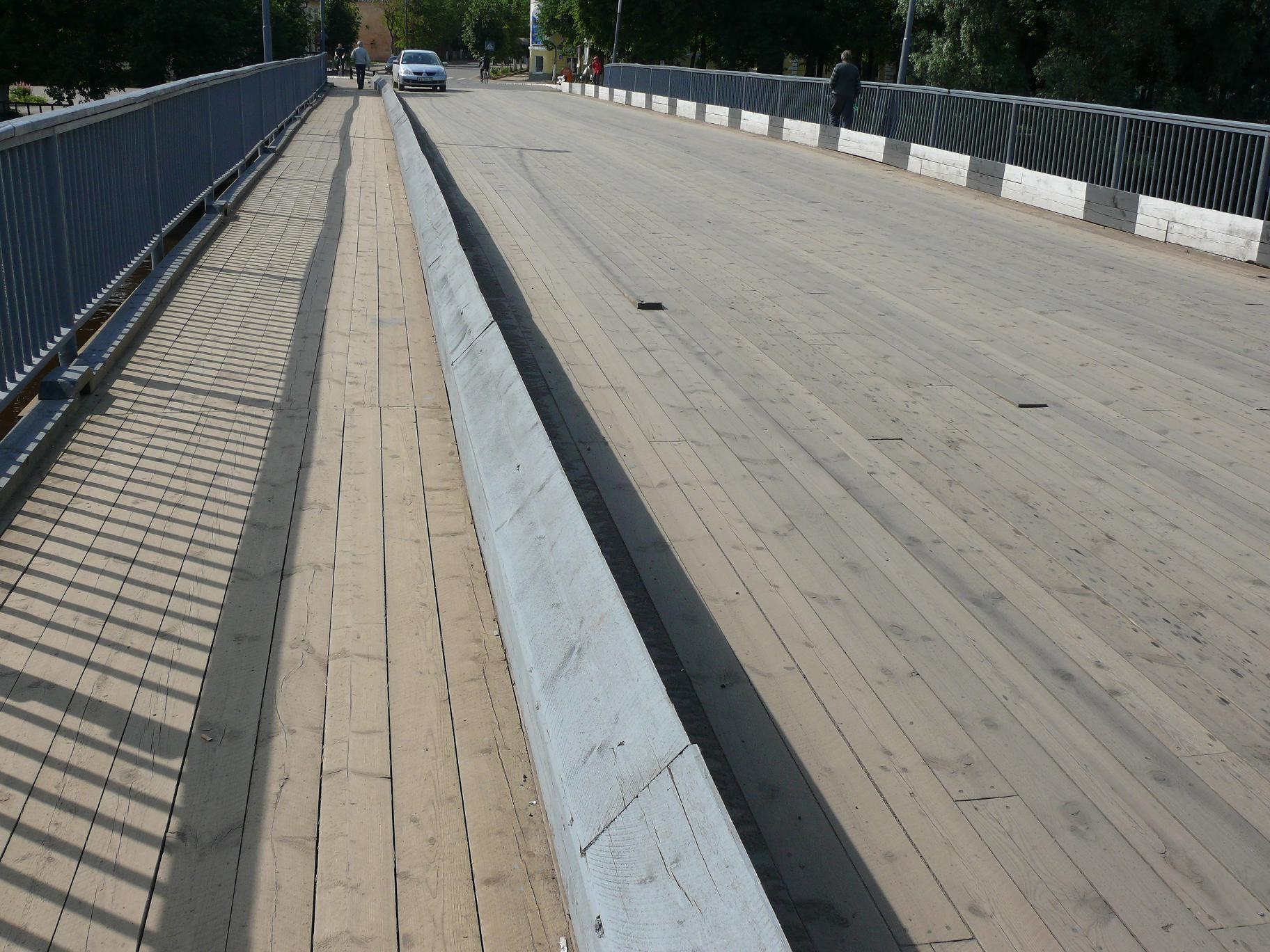
Деревянное покрытие Живого моста

Точной датировки возведения каменного моста также нет; по уцелевшим данным можно предполагать, что мост в том виде, в котором он дошёл до наших дней, был построен после 1890 г.
Высочайшим повелением 25 января 1830 года мост был назван Александровским, однако новое название не прижилось. Горожане по-прежнему называли его Живым.
С 1922 по 1941 год через мост проходила линия городского трамвая от ж/д вокзала до Курорта.
Во время Великой Отечественной войны, при отступлении советских войск, мост был подорван и частично разрушен (обрушены два пролёта). Для восстановления дорожного сообщения была возведена временная переправа чуть выше по течению. Мост был восстановлен немцами уже в 1942 году.